# باتريك بيتش
باتريك بيتش (بالإنجليزية: Patrick Beech)‏ (27 يوليو 1974 بكينغستون في جامايكا - ) هو لاعب كرة قدم جامايكي في مركز الهجوم. شارك مع منتخب جامايكا لكرة القدم. أما مع النوادي، فقد لعب مع Seattle Sounders (1994–2008) ‏ وأرنيت جاردنز وRivoli United F.C. ‏ وNew Orleans Storm ‏ وConnecticut Wolves ‏ وأتلانتا سيلفرباكس.

## وصلات خارجية
- باتريك بيتش على موقع قاعدة بيانات كرة القدم.إي يو (الإنجليزية)
- باتريك بيتش على موقع ناشيونال فوتبول تيمز (الإنجليزية)